# Escut de Balenyà
L'escut oficial de Balenyà té el següent blasonament:
Escut caironat partit: 1r. de gules, una banda d'or carregada d'un cap d'àguila de sable; 2n. losanjat d'or i de gules. Per timbre una corona mural de poble.

## Història
Va ser aprovat el 12 de maig del 1983 i publicat al DOGC el 6 de juliol del mateix any amb el número 342.
La primera partició amb el cap d'àguila són les armes dels Balenyà, senyors de la "domus" de Balenyà, una casa fortificada que estava sota la jurisdicció dels Centelles, representats a la segona partició per les seves armes, el losanjat d'or i de gules.